# Dennis Cagara
Dennis Mengoy Cagara (ur. 19 lutego 1985 w Glostrup) – filipiński piłkarz pochodzenia duńskiego występujący na pozycji obrońcy. Zawodnik klubu FC Græsrødderne.

## Kariera klubowa
Cagara urodził się w Danii jako syn Dunki i Filipińczyka. Seniorską karierę rozpoczął w 2002 roku w zespole Brøndby IF. W Superligaen zadebiutował 20 października 2002 roku w zremisowanym 1:1 pojedynku z AB. W 2003 roku wywalczył z zespołem wicemistrzostwo Danii, a także zdobył z nim Puchar Danii.
Na początku 2004 roku przeszedł do niemieckiej Herthy Berlin. W Bundeslidze pierwszy mecz zaliczył 20 marca 2004 roku przeciwko Bayernowi Monachium. Sezon 2005/2006 Cagara spędził na wypożyczeniu w drugoligowym Dynamie Drezno. Potem wrócił do Herthy, jednak w sezonie 2006/2007 nie zagrał tam w żadnym meczu. Z kolei w sezonie 2007/2008 grał na wypożyczeniu w FC Nordsjælland (Superligaen).
W 2008 roku na zasadzie prawa Bosmana Cagara przeszedł do FC Nordsjælland. Jego barwy reprezentował jeszcze przez 1,5 roku. W styczniu 2010 roku odszedł do Aarhus GF, także grającego w Superligaen. Zadebiutował tam 7 marca 2010 roku w przegranym 0:5 spotkaniu z FC København. Po zakończeniu sezonu 2009/2010 odszedł z klubu.
W marcu 2011 roku Cagara podpisał kontrakt z Randers FC (Superligaen). W jego barwach nie zagrał jednak ani razu. W połowie 2011 roku przeszedł do innego zespołu Superligaen, Lyngby BK. W latach 2014–2015 występował w Hvidovre IF.
18 marca 2016 podpisał kontrakt z duńskim klubem FC Graesrödderne.

## Kariera reprezentacyjna
Cagara jest byłym reprezentantem Danii U-16, U-17, U-18, U-19, U-20 oraz U-21. W 2011 roku zdecydował się na grę w reprezentacji Filipin. Zadebiutował w niej 7 października 2011 roku w przegranym 0:2 towarzyskim meczu z Singapurem.

## Sukcesy

### Klubowe
Brøndby IF
- Zdobywca Pucharu Danii: 2002–03

FC Nordsjælland
- Zdobywca Pucharu Danii: 2009–10

Karlsruher SC
- Mistrz 3. Fußball-Liga: 2012/2013